# São João do Tigre
São João do Tigre is een gemeente in de Braziliaanse deelstaat Paraíba. De gemeente telt 4.726 inwoners (schatting 2009).